# Mordechaj Zilberberg
Mordechaj Zilberberg (Kalisz, ... – Częstochowa, 25 giugno 1943) è stato un partigiano polacco, esponente della resistenza ebraica durante la seconda guerra mondiale.

## Biografia
Nato a Kalisz in una famiglia ebrea di umili origini, cominciò a lavorare in tenera età per contribuire all'economia famigliare. Allo scoppio della seconda guerra mondiale nel settembre 1939, fu arruolato nell'esercito polacco. Catturato dai tedeschi, riuscì a fuggire prima a Varsavia e poi a Częstochowa. Nel dicembre 1942 si trasferì nel ghetto di Częstochowa con lo scopo di unire sotto un'unica egida le varie organizzazioni clandestine ivi presenti. Fu nominato comandante e si occupò del coordinamento delle attività nel ghetto e nelle foreste limitrofe. Rimasto ferito durante la rivolta del ghetto di Częstochowa mentre cercava di procurarsi delle armi, riuscì a rientrare all'interno del ghetto, ma si suicidò quando i tedeschi attaccarono il bunker centrale dove alloggiava.